# Gromphas amazonica
Gromphas amazonica är en skalbaggsart som beskrevs av Bates 1870. Gromphas amazonica ingår i släktet Gromphas och familjen bladhorningar. Inga underarter finns listade i Catalogue of Life.